# Cătălin Crăciun
Cătălin Ștefăniță Crăciun (n. 26 august 1991, Craiova, județul Dolj, România) este un fotbalist român, ultima dată sub contrat cu formația Universitatea Craiova. Debutul în Liga I a avut loc în tricoul Universității, pe 12 aprilie 2008, într-un meci împotriva echipei Oțelul Galați.

## Legături externe
- Profil la Romaniansoccer.ro